# Hipparchia insularis
Hipparchia insularis är en fjärilsart som beskrevs av Turati 1929. Hipparchia insularis ingår i släktet Hipparchia och familjen praktfjärilar. Inga underarter finns listade i Catalogue of Life.